# Black Moon Pyramid
Black Moon Pyramid è il quinto album della band speed metal/power metal Axel Rudi Pell. Il disco è stato pubblicato nel 1996.

## Tracce
1. Return Of The Pharaoh (Intro)
2. Gettin' Dangerous
3. Fool Fool
4. Hole In The Sky
5. Touch The Rainbow
6. Sphinx' Revenge
7. You And I
8. Silent Angel
9. Black Moon Pyramid
10. Serenade Of Darkness (Opus #1 Adagio Con Agresso)
11. Visions In The Night
12. Aqua Solution
13. Aquarius Dance
14. Silent Angel (Guitar Version)
15. Hey Joe (Jimi Hendrix Cover, Bonus Track)

## Formazione
- Axel Rudi Pell – chitarra
- Jeff Scott Soto – voce
- Julie Greaux – tastiera
- Volker Krawczak – basso
- Jörg Michael – batteria
- Peter Wagner – basso